# Gérard Bellanger
Pour les articles homonymes, voir Bellanger.
 Gérard Bellanger  (mort le 12 janvier 1596) est un ecclésiastique français qui fut agent général du clergé de France puis évêque désigné de Fréjus de 1592 à sa mort.

## Biographie
Gérard Bellanger ou Bellenger est originaire de Castellane. Conseiller-clerc au Parlement, chanoine de la cathédrale Saint-Sauveur d'Aix-en-Provence, prieur des Arcs, de Saint-Louis, détenteur de la chapellenie de Saint-Louis à Saint-Raphaël, il administre comme vicaire capitulaire l'archidiocèse entre la mort du cardinal Laurent Strozzi en décembre 1571 et l'arrivée de Julien de Médicis le 11 novembre 1574. Il est agent général du clergé de France en 1588, nommé par la province ecclésiastique d'Aix-en-Provence, fonction qu'il occupe de facto jusqu'en 1596 du fait des troubles dans le royaume. 
Préconisé comme évêque de Fréjus  par le cardinal de Bourbon roi « Charles X » de la Ligue ; il est nommé  par le duc Charles de Mayenne le 2 décembre 1592. Il assiste aux états généraux de 1593 tenus à Paris par la Ligue et refuse malgré son abjuration de reconnaître Henri IV comme roi de France et il meurt le 12 janvier 1596 à Paris au cours de l'Assemblée du clergé à laquelle il ne parait pas à cause de sa maladie mais où son collègue François Prévost le représente et annonce son décès le lendemain,  sans jamais avoir pris possession de son diocèse.